# باول أوسوليفان
باول أوسوليفان (بالإنجليزية: Paul O'Sullivan)‏ هو مستشار سياسي ودبلوماسي أسترالي، ولد في 3 فبراير 1948 في سيدني في أستراليا.